# Saklawi
Vous lisez un « bon article » labellisé en 2016.
Pour les articles homonymes, voir Saglawi.
Saklawi (en arabe : صقلاوي, ṣaqlāwiyy), ou Siglavy en Europe centrale, est l'une des cinq lignées majeures du cheval arabe reconnues comme pures par les Bédouins, les Al Khamsa. Sélectionnée par les Ruwallah et les `Anizzah, deux tribus nomades du désert d'Arabie, cette lignée a été importée à plusieurs reprises en Égypte aux XIXe et XXe siècles, et reste élevée de nos jours en Arabie saoudite et en Iran. 
De type « féminin », les chevaux Saklawi sont d'assez petite taille, mais réputés pour leur beauté, leur finesse et leur endurance supérieures à celles des autres lignées du cheval arabe. Ils portent une robe généralement baie. Importés en Europe centrale depuis le début du XIXe siècle, ils y ont influencé plusieurs autres races de chevaux locales, en particulier le Lipizzan, le Shagya et le Gidran.

## Dénomination
Il existe de nombreuses variantes dans l'orthographe du nom : Siglavy, Saglawi (en Égypte), Seglawi, Seklavi et Saklawiyah, en russe сиглави.

## Histoire
La lignée Saklawi est identifiée comme l'une des cinq lignées fondatrices issues des Al Khamsa (الخمسة), les cinq juments que les nomades Bédouins voient à l'origine de la race Arabe, la qualité d'appartenance ou non à la lignée se transmettant par la jument poulinière mère,,. D'après l'étude de l'université de l'Oklahoma, les éleveurs modernes de chevaux arabes considèrent plus généralement Saklawi comme l'un des trois grands types de la race arabe, avec Koheilan et Muniqi. D'après une chronique d'observateurs anglais rédigée au milieu du XIXe siècle, les Bédouins arabes tiennent les chevaux « Saklawiyah » en haute estime, car il n'est pas rare, lorsque l'un d'eux est désarçonné par un cavalier adverse, qu'il s'exclame « O Felan ! La jument que le destin t'a donné est de sang noble. Elle est de la race de Saklawiyah, et sa mère est montée par Awath, le Sheikh des Fedhan' ».
Cette lignée aurait été élevée par Ibn el Derre de la tribu des Ruwallah (une tribu nomade du désert d'Arabie dont le territoire couvre l'actuelle Syrie, le nord de l'Arabie saoudite et une partie de la Jordanie), et descendrait de Koheilat Ajuz. Le prince Méhémet Ali considère le Saklawi comme le plus courageux des chevaux arabes, estimant qu'il peut combattre pour défendre son maître. Il semble que Abbas Ier Hilmi d'Égypte ait payé une somme de plus de 3 000 £, colossale dans les années 1850 (représentant entre 289 300 et 10 millions de livres actuelles), pour acquérir une jument de lignée Saglawi Jedran dans l'actuelle Arabie saoudite. Une autre source affirme qu'il a acquis tous les chevaux Saglawi Jedran de la tribu bédouine des `Anizzah. De manière générale, plusieurs sources écrites indiquent que des chevaux Saklawi ont été emmenés en Égypte aux XIXe et XXe siècles, dont Ghazieh, une jument des Ruwallah trop faible pour traverser le désert, qui a été transportée en charrette jusqu'au Caire, ou encore Gamil-el-Kebir, ancêtre du fameux étalon Arabe Dahman-el-Azrak, et de son fils Rabdan. Le second volume du stud-book du haras Inshass en Égypte montre que la personne qui gérait ce haras pour le roi Farouk, le Dr Rasheed, avait une nette préférence pour la lignée Saklawi.

## Description

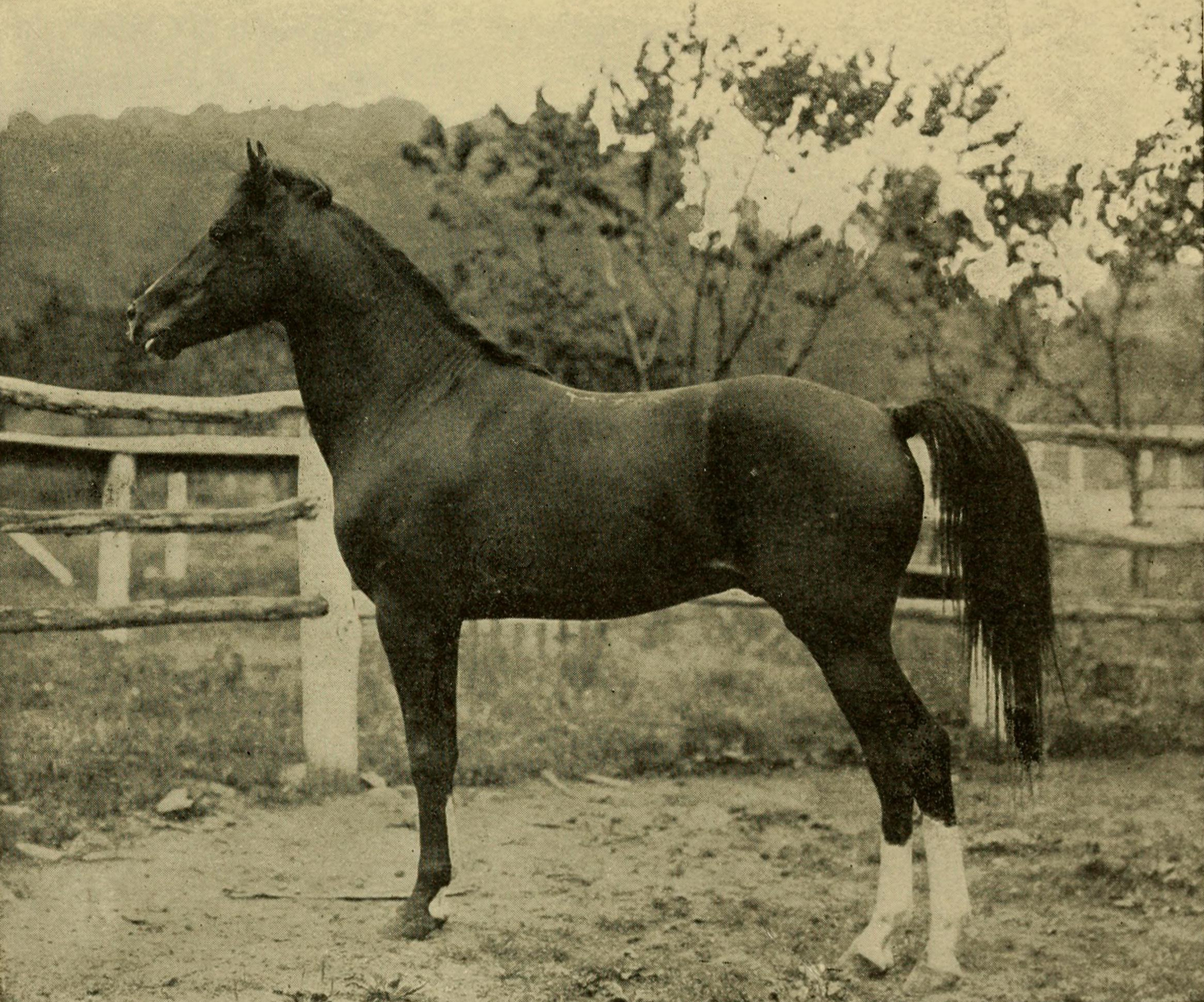
Hamrah, poulain de lignée Saklawi issu d'une jument élevée par les `Anizzah.

Cette lignée arabe est réputée pour sa finesse, étant connue pour être plus belle que les autres,, avec de la « grâce féminine » : elle symbolise « la beauté et l'élégance ». Un article de 1915 dans la revue de science et d'agriculture pratique affirme que le Saklawi est le plus beau des chevaux arabes et des chevaux de l'Empire ottoman, précisant que sa taille va de 1,42 m à 1,52 m.
Les os sont plus fins, la tête et l'encolure plus allongés que chez les autres chevaux arabes. La robe est généralement baie. La lignée fait preuve de vitesse et d'endurance. D’après la base de données DAD-IS, en Iran, cette lignée est élevée pour des sports équestres locaux.
Une étude a été publiée en 2011 concernant la consanguinité des chevaux Arabes élevés en Iran. Le coefficient de consanguinité des 170 chevaux Saklawi analysés est de 2,6, soit davantage que chez la lignée Abeya (1,8) mais moins que chez la lignée Hamdani (3).

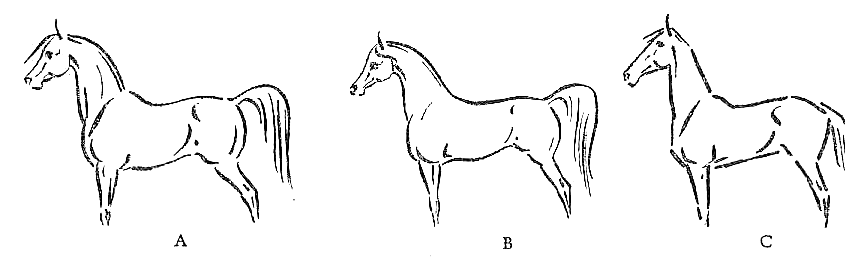
Types chez la race Arabe : en A Koheilan ; en B Saklawi ; en C Muniqi.

## Influence sur les races de chevaux européennes et russes

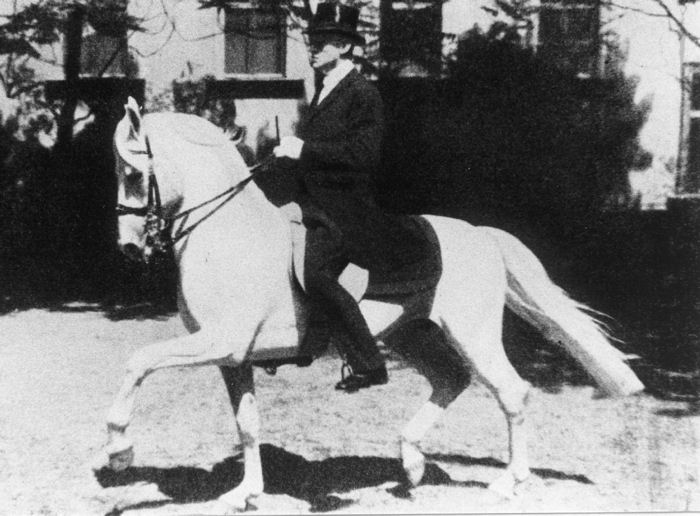
Cheval Lipizzan de l'école espagnole de Vienne issu de la lignée Siglavy.

Des chevaux arabes Saklawi ont influencé plusieurs races de chevaux européennes sélectionnées en Europe centrale au début du XIXe siècle. Un étalon de la lignée est connu pour avoir été le sixième étalon fondateur à l'origine de la race du Lipizzan, à l'école espagnole de Vienne. Ce cheval arabe gris, nommé « Siglavy », est né en 1810 et est arrivé à Lipica en 1814 ou 1816. D'origine égyptienne, ce cheval était de petite taille, puisqu'il ne mesurait que 1,45 m au garrot. Bien que plusieurs étalons arabes aient constitué le Lipizzan, seul Siglavy a donné une lignée. De nos jours, ces Lipizzans de lignée Siglavy restent réputés pour leur excellente conformation.
Le haras de Bálbona a hébergé plusieurs chevaux de souche Siglavy. Un étalon alezan imposant, importé d'Arabie en 1816 et nommé Gidran Senior, est à l'origine de la race hongroise du Gidran, à travers son fils Gidran II, qui se reproduit à partir de 1817. Des Siglavy figurent parmi les souches constitutives de la race Shagya. L'étalon Shagya XX est notamment issu d'une jument par Siglavy-Bagdady. Une troisième race hongroise, le Nonius, a été croisée avec des arabes Siglavy au début de sa constitution. Le haras de Borike, en Croatie, a hébergé des Arabes Siglavy, ces chevaux provenant généralement des invasions turques.
On trouve également un Siglavy parmi les lignées constitutives du vieux cheval Kladruber tchèque. Le cheval arabe polonais s'est constitué à partir de chevaux de souche Koheilan croisés occasionnellement avec des étalons Saklawi, pour leur apporter du raffinement,.
À partir de 1802, le comte et écuyer Andreï Fedorovitch Rostopchin a importé quatre étalons arabes de souche Siglavy et Koheilan dans son haras à Voronovo, près de Moscou, qui sont à l'origine de la race dite Rostopchin.

## Diffusion de l'élevage
En Iran, la lignée Saklawi est l'une des neuf lignées de chevaux arabes reconnues dans le pays. Elle est présente dans le Khouzistan, la région de Kerman, celle de Yazd, celle de Fars, et celle de Téhéran. Dans le Khouzistan, le prestige des chevaux s'évalue en fonction de la famille qui a élevé leur lignée : les chevaux Saklawi des Ziareh sont considérés comme particulièrement prestigieux.
La diffusion et les effectifs de l'Arabie saoudite ne sont pas connus. De nos jours (2005), le nombre de Saklawi « purs » restant est estimé être très faible.

#### Étude
- [Gharahveysi et Irani 2011] (en) Shahabodin Gharahveysi et Mehrdad Irani, « Inbreeding Study on the Iranian Arab Horse Population », World Journal of Zoology, vol. 6, no 1,‎ 2011 (ISSN 1817-3098, lire en ligne)